# Unione Sportiva Lecce 2005-2006
In questa pagina, sono raccolte le informazioni relative alle competizioni ufficiali disputate dall'Unione Sportiva Lecce nella stagione 2005-2006.

## Stagione
Per la terza stagione consecutiva in Serie A il Lecce ha affidato la propria panchina all'esordiente Angelo Gregucci.
Il difficile inizio porta, a metà settembre, alle dimissioni di Rico Semeraro, che venne sostituito dal padre Giovanni, tra le proteste dei tifosi. Dopo 5 giornate di campionato, Gregucci è stato esonerato a favore di Silvio Baldini che esordì vincendo. In seguito, però, il tecnico toscano ritrova i 3 punti soltanto a novembre. Dopo un nuovo esonero, per il girone di ritorno si punta sul tecnico della pluridecorata formazione Primavera Roberto Rizzo, affiancato dall'allenatore dei portieri Franco Paleari, formalmente in possesso del patentino di allenatore di Serie A. Nel calciomercato di gennaio sono ingaggiati ingaggiati in prestito l'attaccante Luca Saudati (che risolse il proprio contratto dopo appena un mese nel Salento) e i difensori Karim Saidi e Gabriel Cichero, mentre sono ceduti Alfonso Camorani, Aleksej Erëmenko, Marco Pecorari, Graziano Pellè. Gli scarsi risultati causano le contestazioni dei tifosi, culminate nel lancio di torce in campo durante la gara con il Parma del 19 marzo 2006 (persa (1-2). Malgrado una prestigiosa vittoria interna sul Milan a sei giornate dal termine, che sarebbe costata ai rossoneri lo scudetto, la squadra retrocede in Serie B il 22 aprile 2006, dopo l'inutile pareggio (1-1) casalingo contro il Treviso, ultimo in classifica e già retrocesso da due giornate. A quel punto mancano tre giornate alla fine del torneo, che il Lecce chiude con un'inutile vittoria in casa della Sampdoria (1-3).
Retrocesso da penultimo sul campo, il Lecce risulta diciottesimo e terzultimo in classifica dopo il declassamento della Juventus all'ultimo posto.
Si è concluso precocemente il percorso in Coppa Italia, da cui i giallorossi sono stati eliminati nel primo turno in casa del Monza, vittorioso (4-2) dopo i tiri di rigore.

## Divise e sponsor
Il fornitore di materiale tecnico per la stagione 2005-2006 è stato Asics, mentre lo sponsor di maglia Provincia di Lecce.
| 1º Maglia | 2º Maglia | 3º Maglia | 1º Portiere | 2º Portiere |

## Rosa
Aggiornata al 31 gennaio 2006.
| N. |                                | Ruolo | Calciatore            |
| -- | ------------------------------ | ----- | --------------------- |
| 1  | Italia (bandiera)              | P     | Vincenzo Sicignano    |
| 2  | Mali (bandiera)                | D     | Souleymane Diamoutene |
| 3  | Italia (bandiera)              | D     | Erminio Rullo         |
| 4  | Italia (bandiera)              | D     | Marco Pecorari        |
| 5  | Venezuela (bandiera)           | D     | Gabriel Cichero       |
| 5  | Italia (bandiera)              | D     | Giuseppe Abruzzese    |
| 6  | Tunisia (bandiera)             | D     | Karim Saidi           |
| 7  | Italia (bandiera)              | C     | Alfonso Camorani      |
| 8  | Italia (bandiera)              | C     | Alex Pinardi          |
| 9  | Serbia e Montenegro (bandiera) | A     | Mirko Vučinić         |
| 10 | Finlandia (bandiera)           | C     | Aleksej Erëmenko      |
| 10 | Italia (bandiera)              | C     | Giuseppe Negro        |
| 11 | Italia (bandiera)              | A     | Luca Saudati          |
| 13 | Brasile (bandiera)             | A     | Babú                  |
| 15 | Italia (bandiera)              | D     | Andrea Esposito       |
| 16 | Francia (bandiera)             | D     | Philippe Billy        |
| 17 | Italia (bandiera)              | C     | Davide Giorgino       |
| 18 | Uruguay (bandiera)             | C     | Guillermo Giacomazzi  |
| 19 | Italia (bandiera)              | C     | Giuseppe Cozzolino    |

| N. |                           | Ruolo | Calciatore                 |
| -- | ------------------------- | ----- | -------------------------- |
| 20 | Cile (bandiera)           | C     | Jaime Valdés               |
| 21 | Italia (bandiera)         | C     | Lorenzo Stovini (capitano) |
| 22 | Italia (bandiera)         | P     | Luca Anania                |
| 23 | Italia (bandiera)         | C     | Francesco Marianini        |
| 24 | Argentina (bandiera)      | C     | Cristian Ledesma           |
| 25 | Costa d'Avorio (bandiera) | A     | Axel Konan                 |
| 26 | Italia (bandiera)         | D     | Tiziano Polenghi           |
| 26 | Brasile (bandiera)        | D     | Ângelo                     |
| 29 | Costa d'Avorio (bandiera) | D     | Arnaud Kouyo               |
| 29 | Italia (bandiera)         | P     | Davide Petrachi            |
| 30 | Italia (bandiera)         | D     | Alessandro Camisa          |
| 40 | Italia (bandiera)         | C     | Gennaro Delvecchio         |
| 77 | Italia (bandiera)         | D     | Marco Cassetti             |
| 86 | Italia (bandiera)         | D     | Raffaele Schiavi           |
| 90 | Italia (bandiera)         | A     | Graziano Pellè             |
| 90 | Italia (bandiera)         | P     | Antonio Rosati             |
| 99 | Italia (bandiera)         | P     | Francesco Benussi          |
|    | Italia (bandiera)         | D     | Fabiano Cimino             |

## Risultati

### Serie A

#### Girone di andata
| Arbitro: | Rocchi (Firenze) |

|                                |           |                    |
| C. Lucarelli 12’ Palladino 48’ | Marcatori | 39’ (rig.) Pinardi |

| Lecce 11 settembre 2005, ore 15:00 2ª giornata | Lecce          | 0 – 0 referto | Ascoli | Stadio Via del Mare\| Arbitro: \| Romeo (Verona) \| |
| Arbitro:                                       | Romeo (Verona) |               |        |                                                     |

| Arbitro: | Pieri (Lucca) |

|                                    |           |  |
| Martins 25’ Stankovic 29’ Cruz 84’ | Marcatori |  |

| Arbitro: | De Santis (Roma) |

|                      |           |                                |
| Pinardi 45+2’ (rig.) | Marcatori | 48’ Fiore 52’ Bojinov 63’ Toni |

| Arbitro: | Pantana (Macerata) |

|           |           |  |
| Pozzi 65’ | Marcatori |  |

| Arbitro: | Girardi (San Donà di Piave) |

|                                         |           |  |
| Konan 8’ Pinardi 14’ (rig.) Ledesma 69’ | Marcatori |  |

| Arbitro: | Trefoloni (Siena) |

|                            |           |  |
| Gia. Tedesco 14’ Cozza 52’ | Marcatori |  |

| Arbitro: | Racalbuto (Gallarate) |

|  |           |                                        |
|  | Marcatori | 9’ Ibrahimović 81’ Mutu 90+4’ Zalayeta |

| Arbitro: | Brighi (Cesena) |

|                                       |           |  |
| Bonanni 35’ Mutarelli 62’ Ferri 90+1’ | Marcatori |  |

| Arbitro: | M. Mazoleni (Bergamo) |

|  |           |                     |
|  | Marcatori | 80’, 83’ D'Agostino |

| Arbitro: | Tagliavento (Terni) |

|                              |           |  |
| Marchionni 31’ D. Morfeo 50’ | Marcatori |  |

| Arbitro: | Palanca (Roma) |

|                                     |           |  |
| Vucinic 16’ Konan 53’ Cozzolino 90’ | Marcatori |  |

| Arbitro: | Tombolini (Ancona) |

|                           |           |           |
| Pirlo 3’ F. Inzaghi 90+4’ | Marcatori | 67’ Konan |

| Arbitro: | Rizzoli (Bologna) |

|                                  |           |                       |
| Cozzolino 51’ Vucinic 57’ (rig.) | Marcatori | 21’ Cassano 45’ Nonda |

| Arbitro: | Trefoloni (Siena) |

|               |           |                  |
| Di Natale 90’ | Marcatori | 41’, 57’ Vucinic |

| Arbitro: | Rosetti (Torino) |

|                            |           |                    |
| E. Filippini 30’ Pinga 64’ | Marcatori | 69’ (rig.) Vucinic |

| Lecce 21 dicembre 2005, ore 20:30 17ª giornata | Lecce         | 0 – 0 referto | Lazio | Stadio Via del Mare\| Arbitro: \| Lops (Torino) \| |
| Arbitro:                                       | Lops (Torino) |               |       |                                                    |

| Arbitro: | Ciampi (Roma) |

|                                     |           |                   |
| Pellissier 20’, 52’ Zanchetta 90+3’ | Marcatori | 29’ G. Delvecchio |

| Arbitro: | Morganti (Ascoli Piceno) |

|  |           |                            |
|  | Marcatori | 21’, 44’ Diana 48’ Bazzani |

#### Girone di ritorno
| Lecce 18 gennaio 2006, ore 20:30 20ª giornata | Lecce            | 0 – 0 referto | Livorno | Stadio Via del Mare\| Arbitro: \| Rodomonti (Roma) \| |
| Arbitro:                                      | Rodomonti (Roma) |               |         |                                                       |

| Arbitro: | Messina (Bergamo) |

|                            |           |  |
| Ferrante 4’ Bjelanovic 36’ | Marcatori |  |

| Arbitro: | Trefoloni (Siena) |

|  |           |                          |
|  | Marcatori | 72’ Figo 90+3’ Stankovic |

| Arbitro: | Rizzoli (Bologna) |

|          |           |  |
| Toni 37’ | Marcatori |  |

| Arbitro: | Bergonzi (Genova) |

|                    |           |                              |
| Ledesma 80’ (rig.) | Marcatori | 3’ Almiron 41’ (rig.) Tavano |

| Cagliari 12 febbraio 2006, ore 15:00 25ª giornata | Cagliari         | 0 – 0 referto | Lecce | Stadio Sant'Elia\| Arbitro: \| Rocchi (Firenze) \| |
| Arbitro:                                          | Rocchi (Firenze) |               |       |                                                    |

| Lecce 19 febbraio 2006, ore 15:00 26ª giornata | Lecce               | 0 – 0 referto | Reggina | Stadio Via del Mare\| Arbitro: \| De Marco (Chiavari) \| |
| Arbitro:                                       | De Marco (Chiavari) |               |         |                                                          |

| Arbitro: | Rodomonti (Roma) |

|                                            |           |                   |
| Emerson 18’ Kovač 44’ Del Piero 88’ (rig.) | Marcatori | 10’ G. Delvecchio |

| Arbitro: | Banti (Livorno) |

|                            |           |  |
| Vucinic 63’ Giacomazzi 70’ | Marcatori |  |

| Arbitro: | Racalbuto (Gallarate) |

|                                    |           |          |
| Rullo 26’ (aut.) Roberto Nanni 85’ | Marcatori | 44’ Babú |

| Arbitro: | Rizzoli (Bologna) |

|                      |           |                               |
| Vucinic 90+5’ (rig.) | Marcatori | 52’ Bresciano 90+1’ Simplicio |

| Arbitro: | Pantana (Macerata) |

|             |           |                           |
| Bogdani 85’ | Marcatori | 4’ Giacomazzi 71’ Vucinic |

| Arbitro: | Dondarini (Finale Emilia) |

|           |           |  |
| Konan 54’ | Marcatori |  |

| Arbitro: | Saccani (Mantova) |

|                                   |           |                     |
| Mancini 20’ (rig.), 73’ Chivu 23’ | Marcatori | 90+3’ G. Delvecchio |

| Arbitro: | Tagliavento (Terni) |

|                |           |                                  |
| Giacomazzi 38’ | Marcatori | 25’ Barreto 59’ (aut.) Sicignano |

| Arbitro: | Lops (Torino) |

|            |           |               |
| Vucinic 4’ | Marcatori | 83’ Reginaldo |

| Arbitro: | Gava (Conegliano) |

|            |           |  |
| Rocchi 57’ | Marcatori |  |

| Lecce 7 maggio 2006, ore 15:00 37ª giornata | Lecce              | 0 – 0 referto | Chievo | Stadio Via del Mare\| Arbitro: \| Pantana (Macerata) \| |
| Arbitro:                                    | Pantana (Macerata) |               |        |                                                         |

| Arbitro: | Squillace (Catanzaro) |

|              |           |                                  |
| Flachi 90+3’ | Marcatori | 25’ G. Delvecchio 52’, 85’ Konan |

### Coppa Italia
| Arbitro: | De Marco (Chiavari) |

|                                          |                      |                                   |
| D. Federici 87’ (rig.)                   | Marcatori            | 31’ Marianini                     |
| Scazzola Bertolini Tricarico D. Federici | Tiri di rigore 4 – 2 | Ledesma Camorani Diamoutene Pellé |

### Statistiche di squadra
| Competizione | Punti | In casa | In casa | In casa | In casa | In casa | In casa | In trasferta | In trasferta | In trasferta | In trasferta | In trasferta | In trasferta | Totale | Totale | Totale | Totale | Totale | Totale | DR |
| Competizione | Punti | G       | V       | N       | P       | Gf      | Gs      | G            | V            | N            | P            | Gf           | Gs           | G      | V      | N      | P      | Gf     | Gs     | DR |
| ------------ | ----- | ------- | ------- | ------- | ------- | ------- | ------- | ------------ | ------------ | ------------ | ------------ | ------------ | ------------ | ------ | ------ | ------ | ------ | ------ | ------ | -- |
| Serie A      | 29    | 19      | 4       | 7       | 8       | 16      | 22      | 19           | 3            | 1            | 15           | 35           | 14           | 38     | 7      | 8      | 23     | 51     | 36     | 15 |
| Coppa Italia | -     | 0       | 0       | 0       | 0       | 0       | 0       | 1            | 0            | 1            | 0            | 1            | 1            | 1      | 0      | 1      | 0      | 1      | 1      | 0  |
| Totale       | -     | 19      | 4       | 7       | 8       | 16      | 22      | 20           | 3            | 2            | 15           | 36           | 15           | 39     | 7      | 9      | 23     | 52     | 37     | 15 |

### Andamento in campionato
| Giornata  | 1  | 2  | 3  | 4  | 5  | 6  | 7  | 8  | 9  | 10 | 11 | 12 | 13 | 14 | 15 | 16 | 17 | 18 | 19 | 20 | 21 | 22 | 23 | 24 | 25 | 26 | 27 | 28 | 29 | 30 | 31 | 32 | 33 | 34 | 35 | 36 | 37 | 38 |
| --------- | -- | -- | -- | -- | -- | -- | -- | -- | -- | -- | -- | -- | -- | -- | -- | -- | -- | -- | -- | -- | -- | -- | -- | -- | -- | -- | -- | -- | -- | -- | -- | -- | -- | -- | -- | -- | -- | -- |
| Luogo     | T  | C  | T  | C  | T  | C  | T  | C  | T  | C  | T  | C  | T  | C  | T  | T  | C  | T  | C  | C  | T  | C  | T  | C  | T  | C  | T  | C  | T  | C  | T  | C  | T  | C  | C  | T  | C  | T  |
| Risultato | P  | N  | P  | P  | P  | V  | P  | P  | P  | P  | P  | V  | P  | N  | V  | P  | N  | P  | P  | N  | P  | P  | P  | P  | N  | N  | P  | V  | P  | P  | V  | V  | P  | P  | N  | P  | N  | V  |
| Posizione | 14 | 16 | 17 | 18 | 19 | 15 | 17 | 18 | 20 | 20 | 20 | 19 | 20 | 20 | 17 | 20 | 19 | 19 | 20 | 19 | 20 | 20 | 20 | 20 | 20 | 19 | 20 | 19 | 19 | 19 | 19 | 19 | 19 | 19 | 19 | 19 | 19 | 19 |

Legenda:

Luogo: C = Casa; T = Trasferta. Risultato: V = Vittoria; N = Pareggio; P = Sconfitta.